# 2001 (EP)
| Recensione | Giudizio |
| ---------- | -------- |
| Rockol     | 7/10     |

2001 è il primo EP del gruppo musicale italiano Psicologi, pubblicato il 31 maggio 2019 dalla Bomba Dischi.

## Descrizione
Il titolo fa riferimento all'anno di nascita dei due membri del gruppo: Drast (Marco De Cesaris) e Lil Kaneki (Alessio Aresu).
Il 19 luglio 2019, sulle piattaforme di streaming musicale, viene aggiunta la traccia Guerra E Pace.

## Tracce
1. Futuro – 2:48
2. Diploma – 2:27
3. Autostima – 2:28
4. Polvere da sparo – 1:54
5. Alessandra – 2:58
6. Guerra e pace – 2:45